# Miloš Bregar
Miloš Bregar, slovenski častnik in veteran vojne za Slovenijo.

## Vojaška kariera
- vodja obveščevalnega odseka RŠTO (1991)

## Odlikovanja in priznanja
- red generala Maistra 3. stopnje z meči (26. december 1991)
- spominski znak Obranili domovino 1991
- spominski znak Premiki 1991 (23. september 1997)
- spominski znak Republiška koordinacija 1991[1]